# Nyctimystes semipalmatus
Espèce
Synonymes
- Nyctimystes semipalmata Parker, 1936
- Litoria semipalmata (Parker, 1936)

Statut de conservation UICN

 LC  : Préoccupation mineure
Nyctimystes semipalmatus est une espèce d'amphibiens de la famille des Pelodryadidae.

## Répartition
Cette espèce est endémique de Papouasie-Nouvelle-Guinée. Elle se rencontre entre 300 et 700 m d'altitude sur le versant Nord de la chaîne Owen Stanley entre Garaina et le mont Dayman.

## Publication originale
- Parker, 1936 : A collection of reptiles and amphibians from the mountains of British New Guinea. Annals and Magazine of Natural History, sér. 10, vol. 17, p. 66–93.